# Turone di Maxio da Camenago
Turone di Maxio da Camenago ou  Turone di Maxio ou encore Turone da Camenago et même plus simplement Turone (Lombardie, ... – ...) est un peintre italien qui fut actif en région véronaise pendant la seconde moitié du Trecento (1356-1380).

## Biographie
Dans la peinture de Turone se remarquent les premiers exemples explicites de la réélaboration vénéto-padouane de la leçon giottesque, qui eut un fort impact en Vénétie grâce aux extraordinaires œuvres patavines du maître toscan (Chapelle des Scrovegni, et celles, perdues, de la Basilica del Santo et du Palazzo della Ragione), une réélaboration qui atteint ses sommets avec l'un des élèves de son atelier, Altichiero da Zevio.

## Œuvres
- Santissima Trinità tra i santi Zeno, Giovanni Battista, Pietro e Paolo (1360), polyptyque, musée de Castelvecchio, Vérone
- Crucifixion, contre-façade de l'église San Fermo Maggiore, Vérone
- Le Jugement Dernier  église San Anastasia, Vérone
- Musées de Vérone